# عبد الهادي الباجه جي
الدكتور عبد الهادي موسى كاظم الباجه جي هو طبيب عراقي شغل مناصب مختلفة خلال العهد الملكي في العراق.
ولد عام 1897، ودرس الطب وتخرج من باريس، فرنسا عام 1928، ووصف بأنه طبيب ماهر بالأمراض الباطنية. وقد عمل تدريسيا في الكلية الطبية الملكية العراقية.
شغل منصب وزير الشؤون الاجتماعية في وزارة أرشد العمري الأولى، وشغل منصب وزير الصحة في وزارة أرشد العمري الثانية.
كما شغل منصب أمين بغداد للفترة من 18 آذار 1948 إلى 9 أيلول 1949.
توفي عام 1959.